# Stefana Quinzani
Blahoslavená Stefana Quinzani (5. února 1457 Orzinuovi – 2. ledna 1530 Soncino) byla italská řeholnice, dominikánka a mystička. Katolická církev jí uctívá jako blahoslavenou.

## Život
Narodila se 5. února 1457 v Orzinuovi jako dcera Lorenza de Quinzanis a jeho manželky. Když byla malou dívkou, její otec vstoupil do Třetího řádu svatého Dominika. Svého otce navštěvovala v klášteře blízko Soncina. Zde potkala dominikána a stigmatika Mattea Carreriho, který já zasvětil do katechismu. Carrieri jí řekl, že bude jeho duchovní dědičkou, čemuž několik let nerozuměla. Když jí bylo sedm let, začala mít vize s dominikánskými svatými, což jí dovedlo k složení slibu chudoby, čistoty a poslušnosti. Roku 1464 měla vizi, v níž se jí zjevil Kristus v doprovodu Panny Marie a svatých Dominika, Tomáše Akvinského a Kateřiny Sienské. V této vizi jí byl předán zásnubní prsten symbolizující její mystické manželství. Byla členkou Třetího řádu a v 15 letech složila v Soncinu své řeholní sliby. Byla oddána chudým a nemocným a zde sloužila jako první převorka.
Mnoho lidí u ní hledalo radu, mezi nimi byla např. sv. Angela Merici, bl. Agostino Fangi či bl. Osanna Andreasi. Ve svém životě měla mnoho vizí o čem svědčí dokument Relazione dell'Estasi della Passione. Zdroje uvádějí, že ačkoli byla Stefana „ošklivá“, měla nádherné vlasy. Chovala velkou oddanost ke svatému Tomáši Akvinskému. Jednoho dne aby překonala pokušení chtěla napodobit tohoto světce a skočila do hromady trnů.
Přestože neměla žádné teologické vzdělání, mohla diskutovat o mystické teologii na nejhlubší úrovni. Je považována za patronku teologů. Říká se, že dokázala číst srdce a mysli lidí kolem sebe a měla dar proroctví a léčení. Zemřela 2. ledna 1530, v den který si sama předpověděla.

## Úcta a blahořečení
Její hrob se stal poutním místem hned krátce po smrti. Její kult zpopularizovaly dominikáni Bartolomeo z Mantuy a Battista ze Sala.
Dne 14. prosince 1740 uznal papež Benedikt XIV. její kult.